# Repit

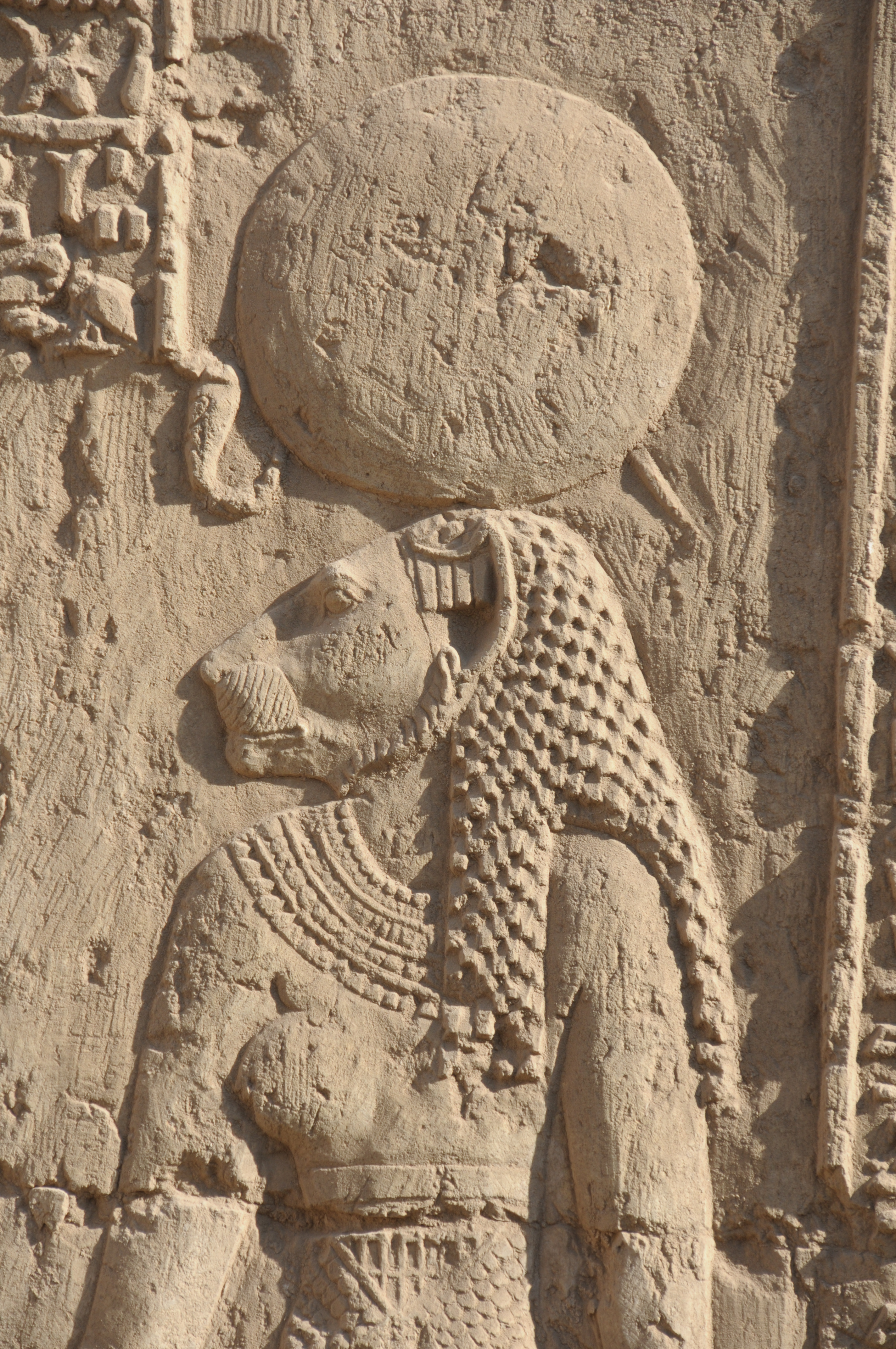
La diosa Repyt en el templo de Atribis, Alto Egipto.

Repit o Repyt (Trifis en griego y latín), que significa "Mujer importante" o "Dama distinguida", fue una diosa leona en la mitología egipcia.

## Iconografía
A Repit se la representa como una mujer con cabeza de leona portando un ureo, disco solar, cuernos y plumas parecidas a las que lleva Hathor.

## Mitología
Su consorte es Min y su hijo es Kolanthes. A veces se la representa detrás de su esposo, con su mano tocando el cetro nejej lo que da idea de intimidad y participación en los poderes de Min.
En el mito de Horus, cuando es escondido de Seth por su madre Isis en medio de los pantanos, es picado por un escorpión y debe ser curado de inmediato por medio de la magia y la pronunciación de unos conjuros. En las inmediaciones vive una mujer que puede curarlo, una "dama distinguida" (repit). Esta dama sería Repit, porque los sucesos se desarrollan en la zona de Ajmim - Atribis (Alto Egipto), donde la diosa tenía su santuario principal.
En su aspecto de diosa leona, estaba vinculada al mito de la diosa lejana.
En el Libro de las Horas se la asocia con Isis y Neftis, que son denominadas "las dos Repit".

## Epítetos
Se conoce que uno de sus epítetos es aperetiset (Aperetisis o Aperet-Isis), diosa de la fertilidad con quien se identifica o más simplemente, con una forma de Isis, pero también puede tener el significado de "la que guarda el trono".